# PZL SW-4 Puszczyk
PZL SW-4 Puszczyk (puštík) je lehký jednomotorový víceúčelový užitkový vrtulník, vyráběný od roku 2002 v polském výrobním závodě PZL-Świdnik.

## Vývoj

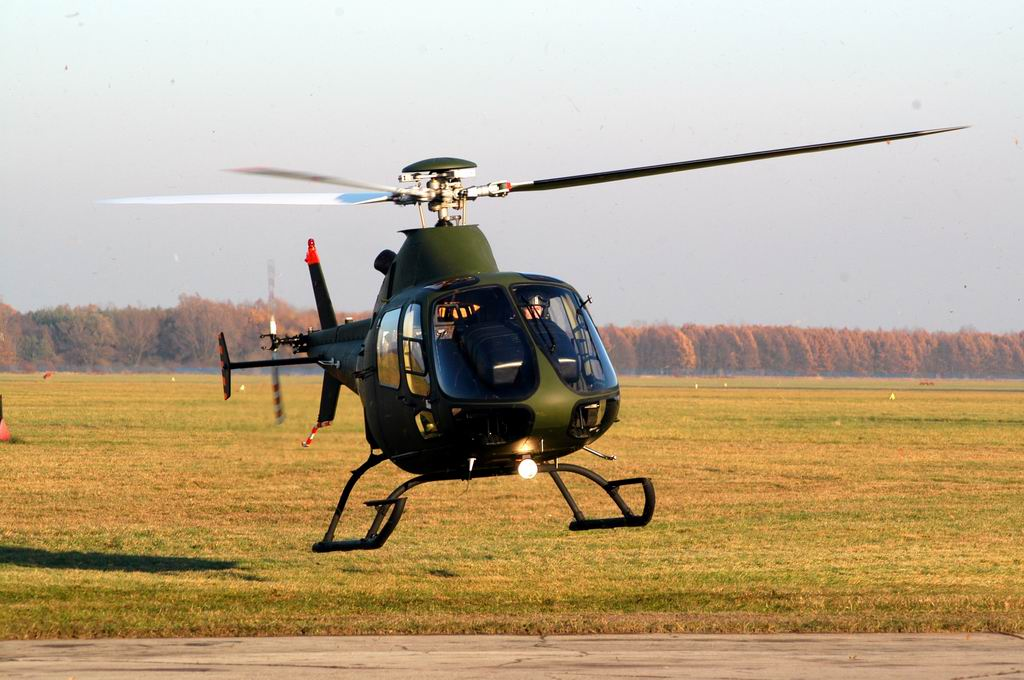
Vrtulník PZL SW-4 Puszczyk polského letectva

Počátky vývoje vrtulníku SW-4 se datují do roku 1980, kdy polský závod PZL-Świdnik začal pracovat na novém vrtulníku, který měl být poháněn sovětským turbohřídelovým motorem Izotov GTD-350 o výkonu 300 kW. Maximální rychlost měla dosahovat 240 km/h, zatímco s přídavnými palivovými nádržemi měl mít stroj dolet 900 km. Nakonec byla postavena pouze maketa připravovaného vrtulníku.
Pád komunistického režimu v Polsku na konci 80. let dovolil výrobnímu závodu pracovat na vývoji stroje SW-4 nadále s využitím západních motorů Allison 250. Kromě pohonné jednotky doznaly změn také trup nebo ocasní rotor. První nelétající prototyp, určený k pozemním zkouškám, byl postaven v prosinci 1994. První dva létající prototypy byly vyrobeny v roce 1996 a 26. října téhož roku byly poprvé zalétány.
PZL-Świdnik měl v plánu získat potřebné certifikace již v roce 1999, ale došlo ke zpoždění, protože bylo rozhodnuto o přepracování rotorové hlavy a horizontálního stabilizátoru. Modernizován byl také hydraulický systém. Vrtulníky začaly být vyráběny v roce 2002. Výrobní závod plánoval také variantu s turbohřídelovým motorem Pratt & Whitney Canada PW200, která se do výroby nedostala. U plánů zůstala také zamýšlená dvoumotorová varianta.
Vrtulníky SW-4 jsou schopny plnit řadu úkolů, především v policejním letectvu nebo mohou sloužit v armádních letkách k výcviku pilotů, případně k lékařské evakuační službě v bojových podmínkách (MEDEVAC). Využívat je mohou také jednotky pohraniční stráže.
V roce 2006 uzavřel závod PZL-Świdnik smlouvu s čínským technologickým koncernem Jiujiang Hongying Technology Development Ltd na licenční výrobu strojů SW-4 v čínském výrobním závodě v Ťiou-ťiangu. První let čínského licenčně vyrobeného vrtulníku SW-4 proběhl 25. února 2010.
Vrtulníky PZL SW-4 disponují třílistým hlavním rotorem a dvoulistým vyrovnávacím rotorem. Jsou poháněny turbohřídelovým motorem Allison 250C20R/2 o jmenovitém výkonu 336 kW.

## Uživatelé

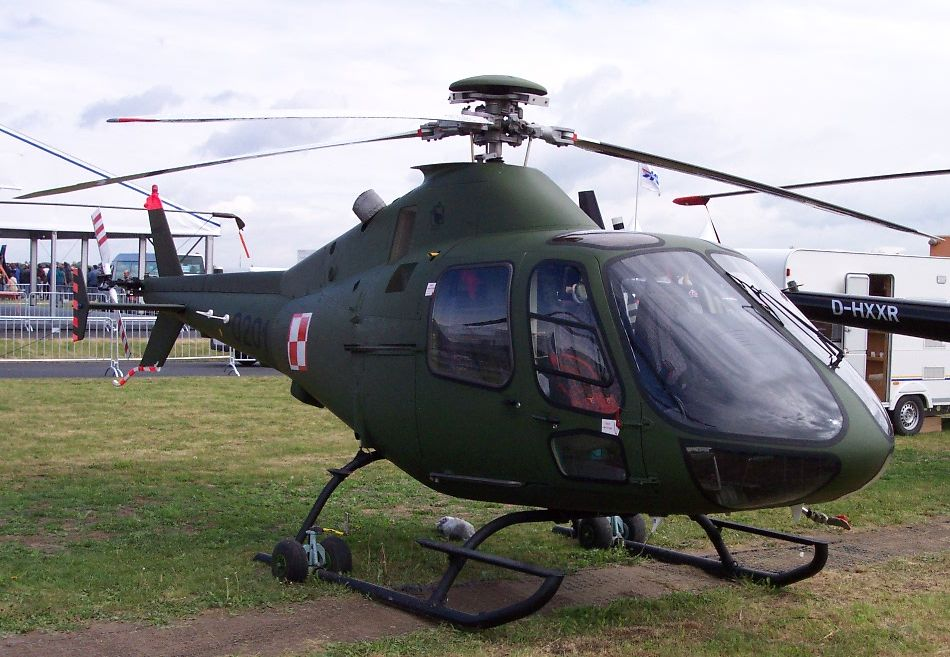
PZL SW-4 Puszczyk polských vzdušných sil

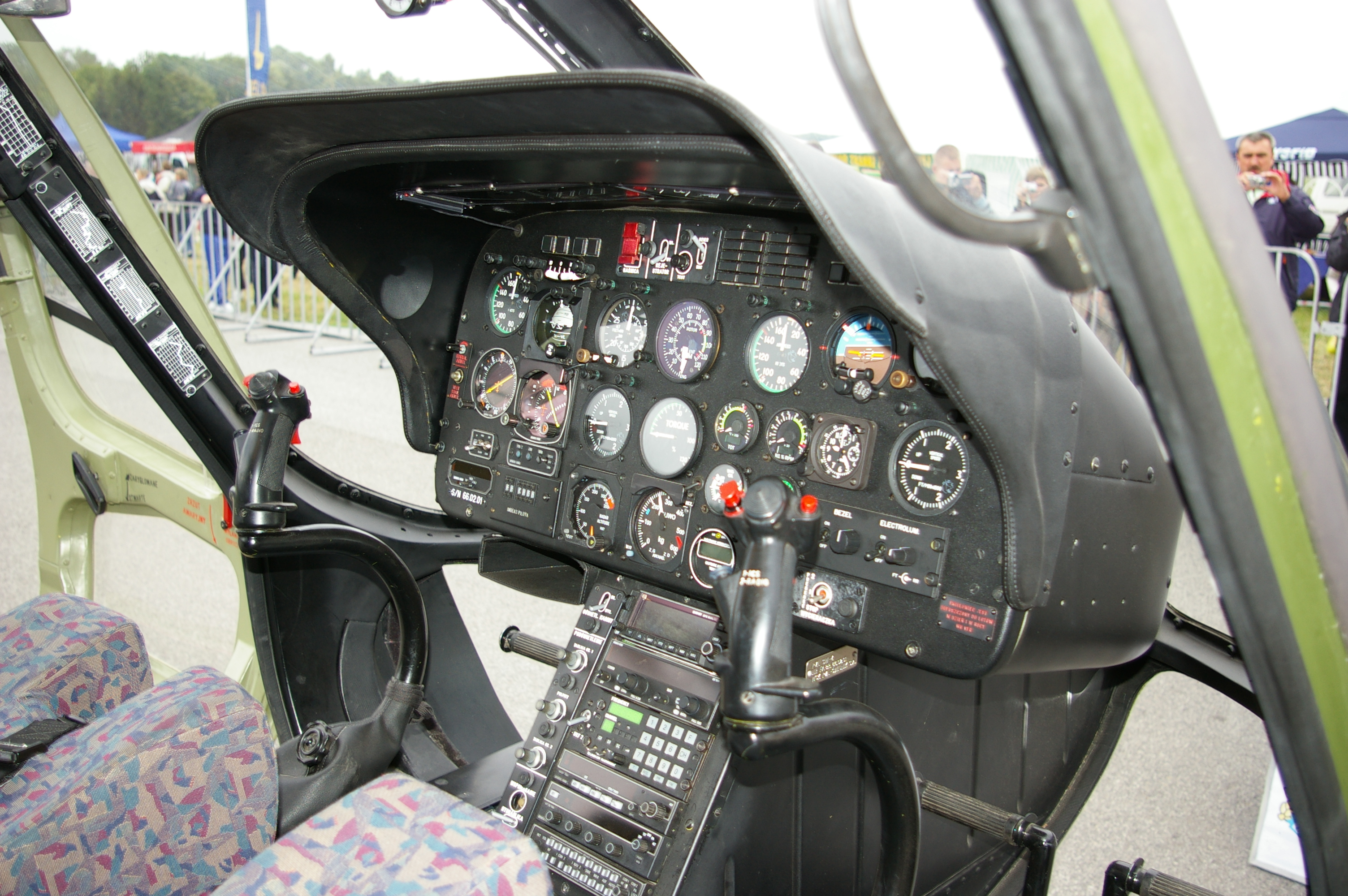
Kokpit vrtulníku PZL SW-4 Puszczyk

Polsko
- Polské vzdušné síly[1]

## Specifikace

### Technické údaje
- Posádka: 1 pilot
- Užitečná zátěž: 4 osoby
- Délka: 10,57 m
- Výška: 2,96 m
- Průměr nosného rotoru: 9,0 m
- Prázdná hmotnost: 1004 kg
- Maximální vzletová hmotnost: 1800 kg
- Pohonná jednotka: 1 × turbohřídelový motor Allison 250C20R/2 o výkonu 336 kW

### Výkony
- Maximální rychlost: 260 km/h
- Cestovní rychlost: 209 km/h
- Stoupavost: 7,4 m/s
- Statický dostup s vlivem země: 2050 m
- Statický dostup bez vlivu země: 800 m
- Dynamický dostup: 6000 m
- Dolet: 772 km